# 泰京銀行美術館

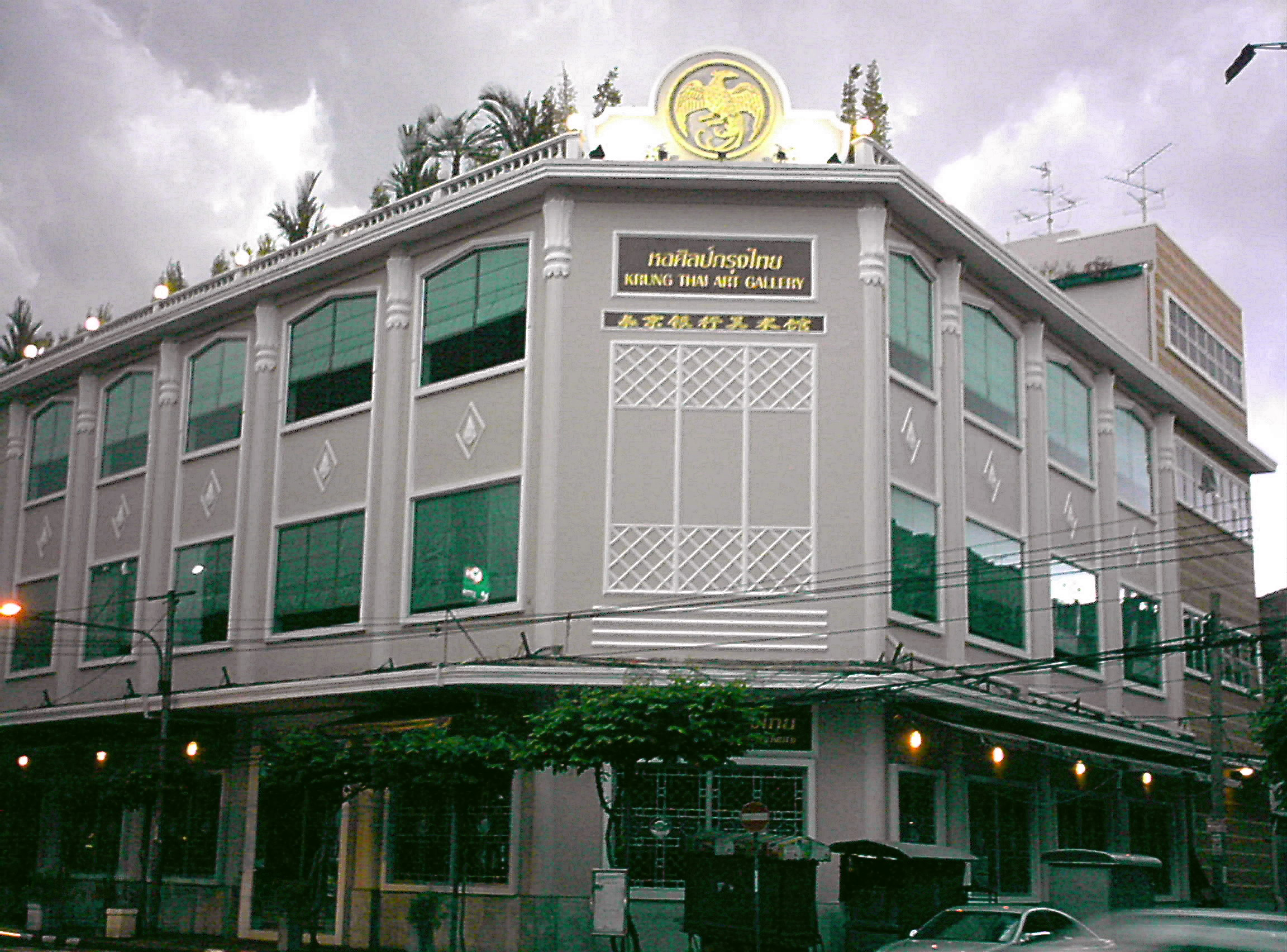
泰京銀行美術館

泰京銀行美術館位於泰國的首都曼谷之三攀他旺縣的耀華力路與廣東銀行街的交界，在2006年開放。

## 建築
- 地下樓及夾層：泰京銀行提供一站式的銀行服務。
- 二樓：畫廊展出泰國國家藝術展的得獎作品。設有大量的沙發，讓參觀者休息。亦有三攀他旺縣的中國移民歷史介紹。用來舉辦藝術有關的活動的會議室。
- 三樓：有幾個小型會議室以及面積較大的畫廊，這裡採用天然照明，真實大小的石膏雕像。
- 四樓：綠化的屋頂，包括花園和大型多種用途室。

## 開放時間
- 星期一至星期五，早上8時30分至下午4時30分，免費入場。

## 公共交通
- 船：乘坐昭拍耶快船至「公司廊梯頭 Rachawongse Pier」，沿公司廊路(Rachawongse Road)，直到耀華力路左轉，至廣東銀行街。
- 火車或公共汽車：從華喃峰火車站，搭乘40號空調公共汽車。地鐵出口1或4。

## 外部連結
- 2009年4月拍攝的泰京銀行美術館的影像 （页面存档备份，存于）